# The Promise (film 1917)
The Promise è un film muto del 1917 diretto da Jay Hunt.
I due interpreti, Harold Lockwood e May Allison formavano una delle coppie artistiche più di successo dell'epoca.

## Produzione
Il film fu prodotto dalla Yorke Film Corporation con la supervisione alla produzione di Fred J. Balshofer, girato nell'Oregon.

## Distribuzione
Distribuito dalla Metro Pictures Corporation, il film uscì nelle sale il 19 febbraio 1917.